# گریسلدا ناواساردیان
گریسلدا آساطوری ناواساردیان (ارمنی: Գրիզելդա Ասատուրի Նավասարդյան؛ انگلیسی: Griselda Navasardyan؛ زادهٔ ۱۹۴۲) پزشک اهل ارمنستان است.

## زندگی‌نامه
وی در ۱۹۴۲ در ایروان به دنیا آمد و از دانشگاه پزشکی دولتی ایروان فارغ‌التحصیل گشت. 

## یادداشت
1. ↑  բժշկական գիտությունների թեկնածու